# تاریخ مدنی بریتانیای پسا جنگ (۱۹۴۵–۱۹۷۹)
تاریخ مدنی بریتانیای پسا جنگ (انگلیسی: Social history of Postwar Britain) عنوان دوره‌ای است میان سال‌های ۱۹۴۵ تا ۱۹۷۹ در تاریخ پادشاهی بریتانیا که با پایان جنگ جهانی دوم و به محاذات پیامدهای آن جنگ آغاز گردید.